# Iffley
Iffley is een plaats in het bestuurlijke gebied City of Oxford, in het Engelse graafschap Oxfordshire, gelegen op de linkeroever van de Theems.
De kerk van St Mary the Virgin is gebouwd in Normandische stijl. Het authentieke karakter van Iffley is grotendeels onaangetast door nieuwbouw.

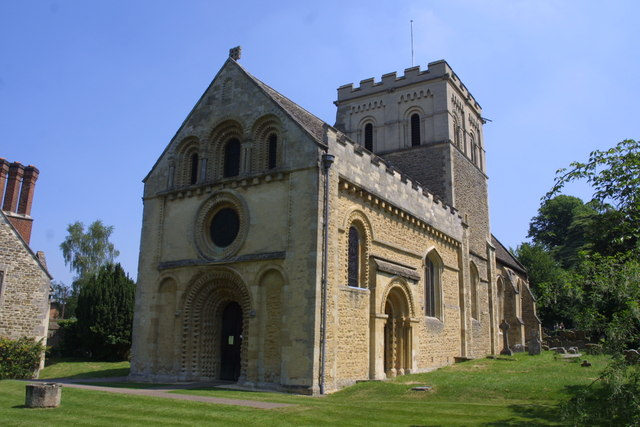
St Mary's Church
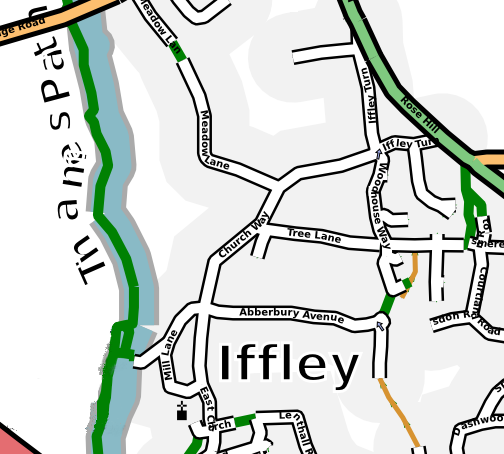
Plattegrond